# 湯格岩
湯格岩（英語：Tongue Rocks）是南極洲的岩石，位於特里尼蒂半島附近，處於鷹島和比克島之間，由英國南極名稱諮詢委員會命名，現時由南極條約體系管理。